# Coelostoma nostocinum
Coelostoma nostocinum – gatunek chrząszcza z rodziny kałużnicowatych i podrodziny Sphaeridiinae. Występuje endemicznie w Indiach w krainie orientalnej.

## Taksonomia
Gatunek ten opisany został po raz pierwszy w 2020 roku przez Sayaliego D. Shetha, Hemanta Ghate’a i Martina Fikáčka na łamach „European Journal of Taxonomy”. Jako miejsce typowe wskazano okolice Palolemu na południe od Madagonu w Indiach. Epitet gatunkowy pochodzi od glonów z rodzaju trzęsidło (Nostoc) współwystępujących z tym owadem.

## Morfologia
Chrząszcz o ciele długości od 3,3 do 4,5 mm i szerokości od 2,2 do 2,5 mm, owalnym w zarysie, przeciętnie wysklepionym. Głowę ma czarną z ciemnobrązowym nadustkiem o niełukowatej krawędzi przedniej, żółtawymi narządami gębowymi, brązowymi buławkami i żółtawymi pozostałymi częściami czułków. Wierzch głowy jest gęsto pokryty niezmodyfikowanymi punktami. Oczy są duże, na przedzie wykrojone. Przedplecze jest ciemnobrązowe do czarnego, pokryte drobniejszymi niż głowa i niezmodyfikowanymi punktami. Zarys ma o dwufalistym brzegu przednim, rozwartych kątach przednich, bardzo niewyraźnie urzeźbionych brzegach bocznych, prostych kątach tylnych i dwufalistym brzegu tylnym. Pokrywy są ciemnobrązowe do czarnych, gęsto pokryte niezmodyfikowanymi, przeciętnie grubymi punktami przy szwie i po bokach układającymi się w słabo rozwinięte szeregi. Skrzydła tylnej pary są normalnie wykształcone. Spód tułowia jest brązowy. Przedpiersie ma pośrodku delikatne żeberko. Śródpiersie ma kształt tępego grotu. Zapiersie ma wyniesioną, nagą część środkową i owłosione boki; jego tylny wyrostek jest rozwidlony. Odnóża cechują się żółtawobrązowymi udami, ciemnorudobrązowymi goleniami i jasnobrązowymi stopami. Spód odwłoka jest brązowy, gęsto owłosiony, o całobrzegiej tylnej krawędzi ostatniego sternitu. Genitalia samca cechują się edeagusem długości 0,7 mm z małą, niewiele szerszą niż dłuższą fallobazą, szerokim u podstawy i nieco zwężonym ku szeroko zaokrąglonemu szczytowi płatem środkowym, na którego wierzchołku leży szeroko półokrągły gonopor oraz dłuższymi od płata środkowego, lekko na zewnętrznych krawędziach łukowatymi, w wierzchołkowej ćwiartce zwężonymi ku tępym szczytom paramerami. Szerokość wierzchołków paramer wykazuje niewielką zmienność geograficzną.

## Ekologia i występowanie
Owad orientalny, endemiczny dla Indii, znany ze stanów Goa, Maharasztra, Karnataka i Kerala. Chrząszcz wodny. Znajdowany był m.in. pod płatami glonów z rodzaju trzęsidło leżącymi na mokrym piasku wśród skalistych klifów nadmorskich. Żeruje na organizmach roślinnych. Osobniki dorosłe przylatują do sztucznych źródeł światła.